# Arrondissement de Poméranie-Occidentale-du-Nord
L’arrondissement de Poméranie-Occidentale-du-Nord est un ancien arrondissement (Landkreis en allemand) de Mecklembourg-Poméranie-Occidentale (Allemagne) qui se trouve depuis la réforme du 4 septembre 2011 dans l'arrondissement de Poméranie-Occidentale-Rügen.
Son chef-lieu était Grimmen.

## Communes
L'arrondissement comprend 70 communes, 
dont 8 villes.
66 des communes sont regroupés en 8 cantons (Ämter). 
Les autres 4 communes ont une propre administration communale (Amtsfreie Gemeinden).
Villes-cantons (Population au 30 juin 2005)
1. Grimmen, ville (11 032)
2. Marlow, ville (5 023)
3. Süderholz [siège : Poggendorf] (4 411)
4. Zingst (3 235)

Cantons
* Sitz der Amtsverwaltung
| - 1. Amt Altenpleen 1. Altenpleen * (763) 2. Groß Mohrdorf (852) 3. Klausdorf (673) 4. Kramerhof (1 833) 5. Preetz (1 032) 6. Prohn (1 971) - 2. Amt Barth 1. Bartelshagen II b. Barth (436) 2. Barth, Stadt * (9 097) 3. Divitz-Spoldershagen (478) 4. Fuhlendorf (970) 5. Karnin (250) 6. Kenz-Küstrow (544) 7. Löbnitz (676) 8. Lüdershagen (615) 9. Pruchten (684) 10. Saal (1 308) 11. Trinwillershagen (1 333) - 3. Amt Darß/Fischland 1. Ahrenshoop (763) 2. Born a. Darß * (1 161) 3. Dierhagen (1 659) 4. Prerow (1 655) 5. Wieck a. Darß (756) 6. Wustrow (1 266) | - 4. Amt Franzburg-Richtenberg 1. Franzburg, Stadt * (1 592) 2. Glewitz (621) 3. Gremersdorf-Buchholz (786) 4. Millienhagen-Oebelitz (382) 5. Papenhagen (612) 6. Richtenberg, Stadt (1 453) 7. Splietsdorf (562) 8. Velgast (2 005) 9. Weitenhagen (282) 10. Wendisch Baggendorf (558) - 5. Amt Miltzow 1. Behnkendorf (387) 2. Brandshagen (1 264) 3. Elmenhorst (743) 4. Horst (516) 5. Kirchdorf (590) 6. Miltzow * (1 394) 7. Reinberg (1 158) 8. Wilmshagen (293) 9. Wittenhagen (1 259) | - 6. Amt Niepars 1. Groß Kordshagen (388) 2. Jakobsdorf (533) 3. Kummerow (362) 4. Lüssow (893) 5. Neu Bartelshagen (400) 6. Niepars * (1 963) 7. Pantelitz (747) 8. Steinhagen (2 648) 9. Wendorf (1 065) 10. Zarrendorf (1 111) - 7. Amt Recknitz-Trebeltal 1. Bad Sülze, Stadt (1 838) 2. Dettmannsdorf (1 126) 3. Deyelsdorf (563) 4. Drechow (268) 5. Eixen (890) 6. Grammendorf (632) 7. Gransebieth (661) 8. Hugoldsdorf (156) 9. Lindholz (718) 10. Tribsees, Stadt * (2 878) - 8. Amt Ribnitz-Damgarten 1. Ahrenshagen-Daskow (2 145) 2. Ribnitz-Damgarten, Stadt * (16 608) 3. Schlemmin (316) 4. Semlow (823) |